# Die verlassene Frau
Die verlassene Frau ist ein französischer Fernsehfilm  von Edouard Molinaro aus dem Jahr 1992. Das Drehbuch entstand nach der gleichnamigen Erzählung von Honoré de Balzac.

## Inhalt
Louis de Nueil, ein junger Adeliger aus Paris, hat sich in die Provinz zurückgezogen, weil ihn sein mondänes Leben in der Stadt erschöpft hat, und weil es ihn langweilt. Dort lernt er die schöne und geheimnisvolle Fanny de Lussange kennen. Auch sie lebt auf dem Land, nachdem sie von ihrem Liebhaber verlassen worden ist. Sie ist deutlich älter als Louis, sie fasziniert ihn, und er beschließt, ihr den Hof zu machen. Zwischen beiden entwickelt sich eine leidenschaftliche Liebesgeschichte. Die Zeit geht dahin. Fanny wird der Altersunterschied zu ihrem Geliebten immer deutlicher, und sie befürchtet, dass auch er sie eines Tages verlassen wird.

## Produktion und Veröffentlichung
Der Film wurde von France 3 und Progéfi produziert.
Das Drehbuch beruht auf der autobiografisch inspirierten Erzählung Balzacs, die 1833 in der Zeitschrift La Revue de Paris veröffentlicht worden ist.
Wesentlich beteiligt am Drehbuch war die französische Romanautorin und Essayistin Madeleine Chapsal, die ihre Bearbeitung des Stoffs 1992 als Buch veröffentlicht hat. Das Drehbuch unterscheidet sich in einigen Punkten von dem Roman, indem es die Geschichte in die Gegenwart versetzt und weniger auf die Konflikte der Protagonisten mit den Moralvorstellungen ihrer Zeit, sondern auf deren persönliche Gefühle focussiert ist.
Molinaros Film ist die zweite Verfilmung der Erzählung nach dem Stummfilm La femme abandonnée (1917) von Baldassarre Negroni.
Molinaro hat mit dem österreichischen Kameramann Michael Epp zusammenarbeitet, sein bevorzugter Kameramann seit 1983. Die Kostüme schuf der französische Kostümbildner Jacques Fonteray, den Filmset Bertrand L’Herminier. Die Filmmusik komponierte der rumänisch-französische Filmkomponist Vladimir Cosma.
Premiere des Films in Frankreich war der 4. September 1992. Der Film wurde am 2. Juni 1993 auf ORF 1 gezeigt. 2005 erschien bei Arcade eine DVD in französischer Sprache.